# 平生町立平生図書館
平生町立平生図書館（ひらおちょうりつひらおとしょかん、英: Hirao Library）は、山口県平生町大字平生町193-4に位置する、平生町の町立図書館である。

## 概要
山口県では、最初に開館した図書館である。平生町歴史民俗資料館が併設されている。